# Kurakowo (obwód kemerowski)
Kurakowo (ros. Кураково) – wieś (dieriewnia) w Rosji, w obwodzie kemerowskim, w rejonie czebulińskim. W 2010 liczyła 357 mieszkańców.